# Minaccia nel fango
Minaccia nel fango (How to Kill a Monster) è il quarantaseiesimo libro della collana horror per ragazzi Piccoli brividi, scritta da R. L. Stine.

## Trama
La storia comincia con il viaggio in automobile di Clark e Gretchen, fratellastri coetanei dodicenni (anche se Clark è descritto da Gretchen molto più basso di lei), diventati tali dopo il matrimonio del padre di lei con la madre di lui avvenuto nove anni prima, diretti alla casa dei nonni di Gretchen (che vivono in una grossa villa in mezzo ad una palude) dove resteranno finché i loro genitori sono ad Atlanta.
Arrivati dai nonni, di nome Eddie e Rose, Gretchen e Clark notano che c'è qualcosa di strano: i due continuano misteriosamente a portare una gran quantità di cibo al terzo piano. I due ragazzi decidono allora di indagare, e scoprono che i nonni hanno rinchiuso un mostro in una stanza. Spaventati, corrono dai nonni, ma scoprono con orrore che non ci sono: sono andati in città a cercare aiuto, e li hanno chiusi dentro per proteggerli "dalle cose nella palude". Gli hanno anche lasciato due lettere, con le istruzioni sul da farsi; Gretchen e Clark aprono la prima, in cui i nonni gli raccomandano di non liberare il mostro, ma per quello è ormai troppo tardi...
I ragazzi cercano dunque in tutti i modi di uccidere il mostro: facendolo cadere, avvelenandolo... ma nulla funziona. Alla fine, il mostro li intrappola in cucina, e mentre questi sono inermi, lecca un braccio di Gretchen. Ma subito sgrana gli occhi e... parla. Chiede a Gretchen se è umana, e dopo la sua conferma grida di disperazione, affermando di essere allergico agli umani, e si schianta a terra morto.
I ragazzi riescono quindi a scappare di casa; presi dalla fretta, si allontanano il più rapidamente possibile, correndo in mezzo alla palude. Quando ormai si sta facendo notte, si ricordano della seconda lettera e decidono di leggerla. All'interno, i nonni gli raccomandavano, se mai fossero riusciti a scappare, di restare sulla strada: i compagni del mostro, infatti, vivono nella palude, e non sono felici della sparizione del compagno... Gretchen e Clark sentono dei rumori attorno a loro, e capiscono di essere caduti dritti in trappola.
Riusciranno i ragazzi a scappare e a uccidere gli altri mostri?

## Personaggi
- Gretchen: la protagonista del racconto. Nel doppiaggio italiano è doppiata da Emanuela Pacotto.
- Clark: il pauroso fratellastro di Gretchen. Nel doppiaggio italiano è doppiato da Cinzia Massironi.
- Nonna Rose: la nonna di Gretchen. Nel doppiaggio italiano è doppiata da Grazia Migneco.
- Nonno Eddie: il nonno di Gretchen, è un cacciatore ed è colui che ha catturato il mostro. Nel doppiaggio italiano è doppiato da Mario Scarabelli.

## Episodio TV
Nell'episodio televisivo, chiamato a differenza del libro "Come eliminare un mostro" (e quindi fedele al titolo originale), Clark e Gretchen sono appena diventati fratellastri per il recentissimo matrimonio del padre di lei con la madre di lui. Le età dei ragazzi, diversamente dal racconto, non vengono mai citate anche se la ragazza è molto più alta del fratellastro; potrebbero però essere comunque coetanei, come nel racconto, appartenendo alla fascia di età in cui, molto spesso, le femmine sono più alte e sviluppate dei maschi; la notevole differenza di statura è comunque descritta nel racconto. I due vengono inviati dai nonni di lei, che gestiscono una sorta di locanda, specializzata nel cucinare il "gumbo" (una zuppa di carne molto piccante), nel mezzo della palude, proprio perché i genitori sono in viaggio di nozze e, forse, anche per farli familiarizzare, visto che sembrano conoscersi appena. I due, specialmente Clark, non sono molto contenti della nuova realtà familiare e continuano a bisticciare, punzecchiarsi e farsi dispetti. La lotta contro il mostro, affrontata assieme, con reciproci salvataggi, fa nascere tra i due ragazzi solidarietà, collaborazione e amicizia, tanto che alla fine, Clark si rivolge a Gretchen chiamandola "sorellina" e lei gli risponde chiamandolo "fratellino" ed ammettono di formare, insieme, una squadra vincente. A questo punto la sorpresa finale. Altre differenze rispetto al racconto: nell'episodio TV manca Charley, il cane dei due ragazzi; Clark è molto meno fifone che nel racconto, tanto che, dopo aver aiutato Gretchen a salire sullo scivolo del carbone (la scena si svolge in cantina e non in cucina), infila la mano nelle fauci del mostro (che nell'episodio TV non parla), in un estremo tentativo di fermarlo, e questo muore, esplodendo e ricoprendo i ragazzi di fluidi appiccicosi variamente colorati; il fatto che il mostro potesse essere allergico è una congettura dei due; infine c'è una sola lettera dei nonni, con un post scriptum non letto sul retro.

## Edizioni
- R. L. Stine, Minaccia nel fango, traduzione di Cristina Scalabrini, collana Piccoli brividi, Arnoldo Mondadori Editore, 1998,  p. 141, ISBN 88-04-45488-1.